# Зарин-Несвицкий, Фёдор Ефимович
За́рин-Несви́цкий Фёдор Ефи́мович — (28 ноября (10 декабря) 1870 — не ранее 1941) — русский поэт, прозаик, драматург.

## Биография
Фёдор Ефимович Зарин родился 28 ноября (10 декабря) 1870 года в Петербурге в семье писателей. Отец Зарин Ефим Фёдорович был переводчиком, поэтом и критиком; мать Зарина Екатерина Ивановна писала прозу; брат Зарин Андрей Ефимович был журналистом и прозаиком; брат Зарин Сергей Ефимович — архитектором.
В 1891 году поступает на службу в Александро-Невский пехотный батальон. Участвует в Русско-японской и Первой мировой войнах.
Первые произведения — лирические стихи — появились в 1893 году, объединённые в сборник «Стихотворения» (удостоен почётного отзыва Пушкинской премии Академии наук в 1901 году). Выступает как автор исторических романов и повестей, адресованных детям и юношеству. Написал ряд пьес, которые шли в провинциальных и петроградских театрах. Печатал в журналах исторические и биографические очерки.
С 1919 по 1920 год был адъютантом в Красной Армии. С 1922 по 1923 год в Театре миниатюр ставятся его пьесы, представлявшиеся также в клубах. Работал над историческим романом «Канун великого дня», но он не был напечатан. Жил в Детском селе (позже Пушкин).
В декабре 1933 года привлекался по делу «евлогиевцев», находился под подпиской о невыезде, но уже в феврале 1934 дело против него было прекращено. Согласно письму сына (1944) умер во время немецкой оккупации Пушкина.

## Публикации

### Первые публикации
- сборник «Стихотворения» (1893),
- «Джиакометта» (1902),
- «Скопин-Шуйский» (1910),
- «На заре» (1905),
- «Тайна поповского сына» (1911) переиздана под названием «Летающий пономарь» (1913)[2],
- рассказа «Тайны души»,
- роман «Канун великого дня»,
- пьесы: «На рассвете», «Убийцы», «Трибун» (1922—1923)

### Книги
- Зарин-Несвицкий Ф. Е. Тайна поповского сына. — Современник, 1994. — 413 с. — (История России в романах ля детей). — ISBN 527001775X.
- Зарин-Несвицкий Ф. Е. За чужую свободу: исторический роман. — Терра, 1995. — 429 с. — (Тайны истории). — ISBN 5852557323.
- Зарин-Несвицкий Ф. Е., Антропов Р. Бирон: герцогиня и «конюх»: исторический роман. — Москва: АСТ, 2001. — 512 с. — (Сподвижники и фавориты). — ISBN 517006974X.
- Зарин-Несвицкий Ф. Е. Тайна поповскаго сына: историческая повѣсть из времен царствованія имп. Анны Іоанновны. — Издательство М. О. Вольфа, 1913. — 318 с.
- Зарин-Несвицкий Ф.Е. На зарѣ: историческая повѣсть для юношества. — Издательство В.М. Саблина, 1912. — 226 с.
- Зарин-Несвицкий Ф.Е. Борьба у престола. — Книга. Просвещение. Милосердие, 1995. — 304 с. — 25 000 экз. — ISBN 5-86088-281-5.